# Residuum (Verwitterung)
Residuum (Plural Residuen, lat. „das Zurückgebliebene“) bezeichnet in der Geologie Stoffe, die bei hoher Feuchtigkeit in einem Bodenhorizont verbleiben, während andere Stoffe in tiefere Schichten weggeführt werden.

## Beispiel
Beispielsweise verbleiben in tropischen Böden die schlecht löslichen Eisen- und Aluminiumverbindungen im Oberboden, während gut lösliche Salze, zum Beispiel Natrium-, Calcium-, Magnesium- oder Kaliumsalze durch die vielen Niederschläge in tiefere Bodenhorizonte verlagert werden.